# 김삼락
김삼락(1940년 6월 19일~ 평안북도 박천군)은 1964년 하계 올림픽에 출전한 축구 선수이다. 1987년 16세 이하 대표팀 감독으로 1987년 FIFA U-16 세계 축구 선수권 대회에 참가하였으며 1992년 23세이하 대표팀 감독으로 1992년 하계 올림픽 축구에 참가하였다.